# 烏加羅韋
49°13′13″N 29°41′29″E / 49.22028°N 29.69139°E
烏加羅韋（烏克蘭語：Угарове），是烏克蘭的村落，位於該國西南部文尼察州，由文尼察區負責管轄，始建於1930年，面積0.5平方公里，海拔高度260米，2001年人口299，人口密度每平方公里602.82人。